# Kabinettskåp
Kabinettskåp är ett mindre skåp med inredning av fack och lådor. Skåpet är vanligen täckt av två dörrar, och kan även ha skrivskiva och benställning.

## Kabinettskåp
Kabinettskåpen uppfanns i Spanien i början av 1500-talet och tillverkades där och i Italien under första hälften av 1500-talet. De var från början en sorts portabel kombination av skrivbord och dokumentförvaring. Skåpen hade en eller två låsbara dörrar, en utfällbar eller utdragbar skrivskiva och flera lådor för förvaring av dokument och skrivdon. 
  
Från Italien spred sig skåpsmodellen norrut till Tyrolen, Böhmen och Holland. Viktiga tillverkningsorter var Augsburg, Nürnberg, Cheb och Antwerpen. Ännu omkring 1550 kallades möbeln Schreibtisch, alltså skrivschatull och tillverkades av europeiska träslag som lönn, fur, bok, ek. De dekorerades vanligen med intarsiaarbeten, rullverk, geometriska figurer och ruinlandskap, ofta i manieristisk stil. Konstnären Lorenz Stöers 1567 utgivna Geometira et Perspeciva med träsnittsförlagor för snickeriarbetare, fick stor betydelse för motivvalet, enskilda träsnitt ur den hade börjat spridas redan 1555. 

Som portabla skrivbord mätte skåpen cirka 50x50x25 cm. Så småningom blev dock  skåpen större och försågs med ett underrede, ofta med skruvade ben i typisk barockstil. 
I slutet av 1500-talet och under 1600-talet utvecklades kabinettskåpet till en riktig praktmöbel för hemmet, och portföljfunktionen hamnade i bakgrunden. Nu ville man ha extravaganta skåp i dyrbara träslag som ebenholtz. Dekoren skulle vara rikt snidad och skulpterad, både på lådfronter och underrede. Skåpdörrarna pryddes med målningar eller med inläggningar i elfenben, sköldpadd, tenn, silver, ädelsten med mera.

## Konstskåp
Konstskåp (tyska kunstschrank) är prydligt utförda större eller mindre skåp, försedda med rik fack- och lådinredning. De användes till förvaring av smärre konstsaker, nipper, kuriosa och dylikt. Storleken växlar från något över manshöjd till den av ett vanligt skrin. De små, som i regel är utan fot, är avsedda att ställas upp på andra möbler, såsom bord, hyllor, skåp och dylikt; de större är oftast försedda med ett särskilt bordlikt fotställ, där kolonner, hermer eller karyatider gör tjänst som bärande delar. Det inre är vanligen delat i tre vertikala  fack, av vilka de båda yttersta upptas av små draglådor; det mellersta öppnar sig med en eller flera dörrar. Det yttre visar i regel två större dörrar. Anordningen är för övrigt oftast arkitektonisk, med de vertikala facken skilda genom kolonner, halvkolonner, pilastrar eller bärande figurer; de horisontala huvudindelningarna ske genom arkitektoniska listverk av olika slag. Konstskåpet eller, som det ofta benämnes, kabinettsskåpet, är redan till följd av sin egentliga bestämmelse ett lyxföremål, och de rikare exemplaren utmärkes av det dyrbaraste material och det konstnärligaste arbete. Stommen utfördes av fina träslag, med förkärlek av ebenholts. Som prydnadsmedel användes snideri och inläggningar av olika slag i marmor och andra stensorter, metall, sköldpadd, elfenben, pärlemor, trä av olika slag, stundom drivet eller graverat silver, till och med fina broderier.
De många lådorna och facken fylldes med souvenirer och spännande exotiska saker från resor eller gåvor från långväga gäster. Kabinettskåpet blev en statusmöbel till barockhemmets prydno och ofta samlades man kring skåpet vars innehåll bar på berättelser från färder till andra riken och platser långt bort, av vilka husets herre generöst lät familj och gäster ta del.
Konstskåpen kom i bruk omkring mitten av 1500-talet och användes i synnerhet under 1600-talet. De undanträngdes sedermera av andra möbler: byråar, sekretärer, så kallade chiffonjéer med mera, vilka senares övre inredning i det hela ännu överensstämmer med de gamla konstskåpens. Prydliga och till en del mycket dyrbara konstskåp finns i svenska statens konstslöjdsamlingar, Uppsala domkyrka och även i privata samlingar i slott och på herrgårdar, så till exempel på Skokloster och på Sturefors i Östergötland.
Ett vackert 1600-tals kabinettskåp kan idag betinga ett värde mellan en halv och en miljon kronor. 

Kabinettskåp på Hallwylska museet.
Kabinettskåp med intarsia, Hallwylska museet.
Kabinettskåp med intarsia, 1600-tal.